# Козак Юрій Едвардович
Юрій Едвардович Коза́к (англ. George Kozak; 14 грудня 1933, Стрий — 20 січня 2001, Детройт) — американський художник, дизайнер і педагог українського походження. Син художника Едварда Козака, брат художника Яреми Козака.

## Життєпис
Народився 14 грудня 1933 року в місті Стрию (нині Львівська область, Україна), де і мешкав до 1944 року. Опісля перебував у таборах для переміщених у німецькому місті Берхтесгадені, де закінчив гімназію.
З 1949 року — у Сполучених Штатах Америки, оселився у Детройті. Протягом 1951—1956 років навчався у Центрі творчих студій у Детройті, де набував професійних навичок у живописі, графіці та скульптурі. Після закінчення там же пройшов практику викладача малюнка. З 1957 року працював у студії вітража, виконував замовлення від різних американських церков. Опісля працював на різних інших підприємствах.
З 1965 року понад 30 років працював промисловим дизайнером у корпорації «General Motors», розробляв нові моделі машин, керував відділом промислової скульптури за профілем автомобільної марки Buick.
Помер у Детройті 20 січня 2001 року.

### Сім'я
1957 року взяв шлюб з Сузанною Еліс. З дружиною виховали п'ятеро дітей:
- Роман, старший із них, є греко-католицьким священником;
- Стефан працює в кераміці й продовжує справу свого батька як «автомобільного скульптора»;
- Марія займається мистецтвом вітража;
- Тетяна малює;
- Едвард, наймолодший, став автомобільним інженером[3].

## Творчість
Працював у галузях станкового (писав у сакральному жанрі, портрети, історичні картини, натюрморти) і монументального живопису, іконопису. Пробував свої сили у театральній сценографії та книжковій графіці. Серед робіт:
- станкові полотна: «Похід князя Ігоря», «Святий Георгій», «Хрещення України» (Українсько-канадська мистецька фундація у Торонто[2]);
- ікони «Розп'яття», «Святий Юрій», «Святий Миколай», «Пієта», «Свята Ольга»[3].

Розписав та виконав вітражі у неовізантійському стилі в українських церквах — святого Йосафата у Воррені та святого Михайла у Дірборні (обидва Мічиган).
Брав участь у кількох виставках релігійного мистецтва, міжнародних виставках. Відзначений кількома преміями. Проводив персональні виставки у США та Канаді.